# Amorophaga hyrcanica
Amorophaga hyrcanica är en fjärilsart som beskrevs av Aleksei Konstantinovich Zagulajev 1968. Amorophaga hyrcanica ingår i släktet Amorophaga och familjen äkta malar. Inga underarter finns listade i Catalogue of Life.